# Anolis uniformis
Anolis uniformis es una especie de lagarto que pertenece a la familia Dactyloidae. Es nativo de México, Belice, Guatemala y Honduras. Su rango altitudinal oscila entre 30 y 1370 m s. n. m..